# Klebér Saarenpää
Klebér Saarenpää, född 14 december 1975 i Uppsala, är en svensk fotbollstränare och före detta fotbollsspelare med meriter från svenska landslaget. Från säsongen 2024 är han huvudtränare för Helsingborgs IF. 
Han har sina rötter i Finland och Guinea.[källa behövs]

## Spelarkarriär
Saarenpää lämnade Hammarby IF hösten 2006 för danska klubben Vejle men kom tillbaka igen under hösten 2007 och hade ett kontrakt med Hammarby IF som sträckte sig till och med slutet av säsongen 2008. Han lade av efter 2008 års säsong då hans kontrakt gick ut.

## Tränarkarriär
Han tog istället över som tränare i Hammarby IF FF pojkar födda -94 i slutet av november 2008.
Året därpå flyttades Saarenpää upp och blev huvudtränare för Hammarbys juniorallsvenska lag. I slutet av november 2010 tog han över ansvaret som huvudtränare för talanglaget Hammarby TFF i Division 1 Norra.
21 mars 2012 meddelade Syrianska FC via sin hemsida att Saarenpää blir ny tränare i klubben. Saarenpää var under tre år huvudtränare för Vejle. 2018 blev Saarenpää chefstränare för Brage.
I december 2023 blev Saarenpää klar som tränare för Helsingborgs IF.

## Meriter
- 11 A-landskamper för Sverige åren 2000-2001